# Domine
Domine ist eine italienische Power-Metal-Band aus Florenz.

## Geschichte
Die Gruppe wurde 1983 von den Brüdern Enrico und Riccardo Paoli gegründet. Mit wechselnden Mitgliedern nahmen sie von 1986 bis 1994 insgesamt vier Demos auf.
Im Jahr 1997 erschien ihr Debütalbum Champion Eternal bei dem italienischen Label Dragonheart, dessen Veröffentlichungen in Deutschland zeitweilig auch von SPV vertrieben wurden. Im italienischen Online-Medium TrueMetal.it wurde Domine attestiert, sie seien eine „der besten Bands im Bereich Power/Epic“ Europas und hätten es geschafft, sich von anderen Bands des Genres zu unterscheiden.
Dieser Stil wurde auf dem zweiten Album Dragonlord (1999) als „in Grundzügen“ vergleichbar, dabei „eingängiger und roher“ als die „Italo-Power-Metal-Kollegen wie Rhapsody oder Labyrinth“ beschrieben. Das dritte Album Stormbringer Ruler wurde in der Rezension des Rock Hard u. a. für ein breites musikalisches Fundament (Helloween, Hammerfall, Manowar und Iron Maiden) sowie den „mitreißenden Gesangsstil von Fronter Morby“ gelobt.
Mit Emperor of the Black Runes erschien 2003 auch das vierte Album mit einem Abstand von zwei Jahren zu seinen direkten Vorgängern. Das englische Medium MetalReviews.om bezeichnete das Album als „Stormbringer Ruler part 2, nur nicht ansatzweise so gut“. Das Klangbild wurde beschrieben als „epischer Rhapsody-Stil aber stärker mit einem rohen True-Metal-Sound und Einflüssen von Blind Guardian und Iron Maiden“. Die qualitative Einschätzung wurde auch vom deutschen Online-Magazin Powermetal.de bestätigt: Es habe sich „einiges an Füllmaterial eingeschlichen“ und die Band habe das „sehr hohe Niveau des Vorgängers nicht halten“ können. Stilistisch beschrieb der der Rezensent das Album als „epischen und sehr melodiösen Power Metal [...] irgendwo in der Schnittmenge von Rhapody, Angra und Gamma Ray“.
Nach vier Jahren Pause veröffentlichte die Band 2007 ihr fünftes Album Ancient Spirit Rising, welches differenziert aufgenommen wurde. So hörte der Rezensent des Online-Magazins Vampster.com „wieder mal ein virtuoses Meisterwerk in der Schnittmenge episch-bombastischen Power Metals und melodischen Speeds [...]vielseitig, hochmelodisch, technisch perfekt und heavy genug, um in allen Fraktionen Aufsehen zu erregen.“ Im österreichischen Pendant Stormbringer.at dagegen wurde Ancient Spirit Rising als „über weite Strecken kitschig, zeitweise platt wie eine Plunder und [...] einfach nur belanglos“ beschrieben. Zu einem vergleichbaren Urteil kommt auch Metal.de: „Denn, einmal vom Bombast entkleidet, bleibt nicht viel übrig, da der barocke Firlefanz ja genau dazu da ist, uns glauben zu machen, hier gäbe es Schätze zu entdecken, wo in Wahrheit keine sind.“

## Sonstiges
Inhaltlich sind die Alben meist inspiriert von der Saga des „Ewigen Helden“ von Michael Moorcock, besonders von der Elric-von-Melniboné-Saga, von Conan der Barbar und Robert E. Howard.
Sänger Adolfo „Morby“ Morviducci war aushilfsweise auch bei Labyrinth im Einsatz.

## Diskografie

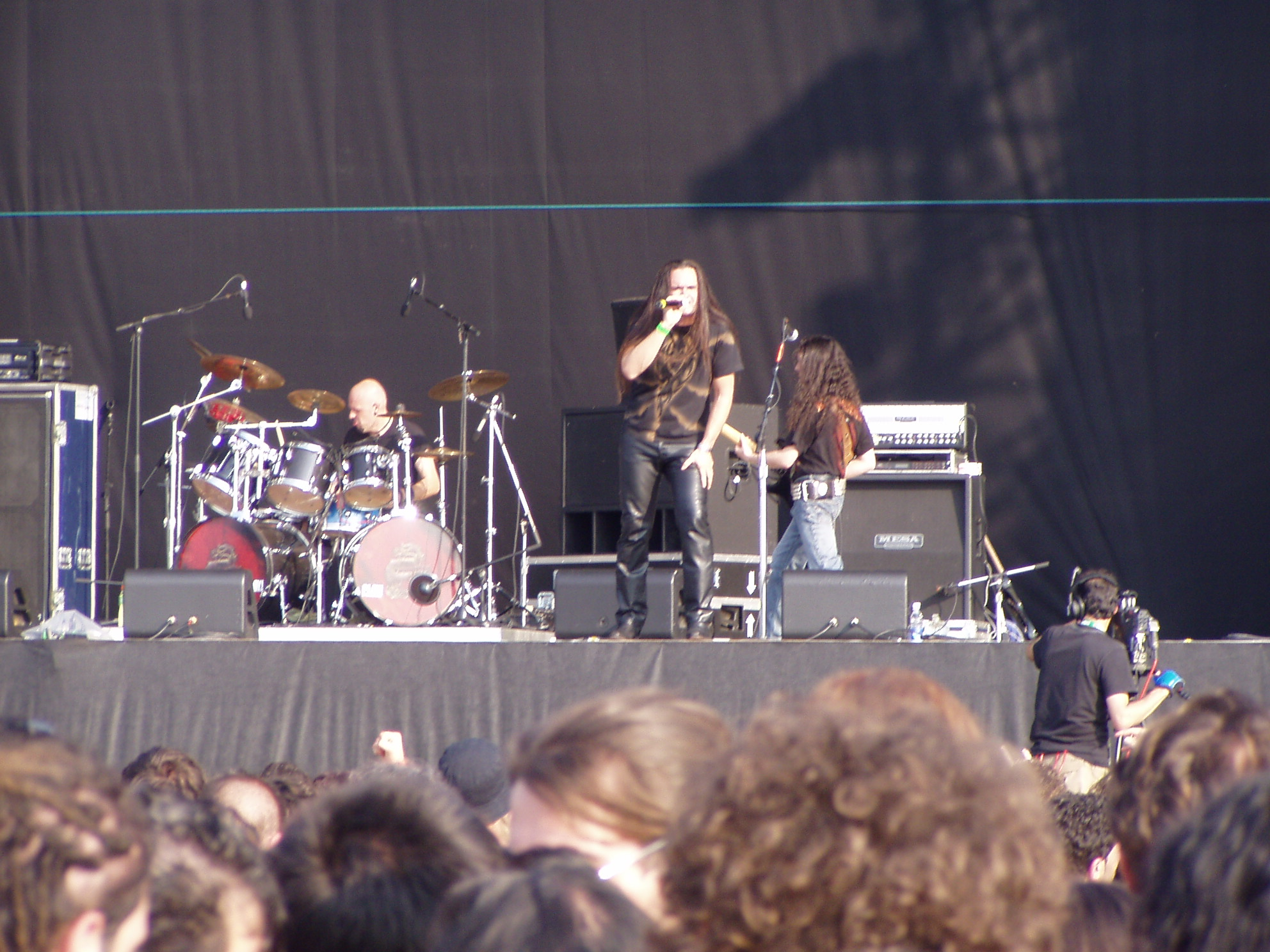
Domine, 2007

### Demos
- 1986: Domine
- 1989: Champion Eternal
- 1991: Bearer of the Sword
- 1994: Domine

### Alben
- 1997: Champion Eternal (Dragonheart)
- 1999: Dragonlord (Dragonheart)
- 2001: Stormbringer Ruler (Dragonheart)
- 2003: Emperor of the Black Runes (Dragonheart)
- 2007: Ancient Spirit Rising (Dragonheart)